# Mate Bilić
Mate Bilić (Omiš, Yugoslavia, 23 de octubre de 1980) es un exfutbolista croata que jugaba como delantero.

## Trayectoria
Formado en las categorías inferiores del Hajduk Split desde los doce años, debutó en la Primera División de Croacia el 22 de febrero de 1998, durante un encuentro disputado entre el Hajduk y el N. K. Zadar. Tras una cesión al N. K. Mosor, regresó a las filas del Hajduk Split para la temporada 1999-2000. El 12 de agosto de 1999 debutó en la Copa de la UEFA en el partido de ida de la ronda previa frente al F91 Dudelange. Además, en esa misma campaña también se proclamó campeón de la Copa de Croacia, tras vencer al Dinamo Zagreb en la final, y obtuvo un segundo puesto en la Liga. En la temporada 2000-01, consiguió el título liguero y fue subcampeón de la Copa de Croacia en una final con los mismos protagonistas que la edición previa. El 25 de julio de 2001 jugó por primera vez un encuentro de Liga de Campeones, en la segunda ronda de clasificación, frente al Ferencváros. En el partido de ida de la siguiente eliminatoria, contra el R. C. D. Mallorca, anotó un gol de falta directa que dio el triunfo a su equipo. Sin embargo, en el de vuelta, el Mallorca se impuso por 2-0 y el Hajduk Split no consiguió acceder a la fase de grupos.
En septiembre de 2001 fue traspasado al Real Zaragoza y debutó en la Primera División de España el día 16 del mismo mes frente al Rayo Vallecano de Madrid. En total, participó en dieciocho encuentros con el club maño y logró anotar un único gol, en la jornada 30 contra el Real Betis Balompié. En la temporada 2002-03, tras el descenso a Segunda División del Zaragoza, fue cedido a la U. D. Almería, donde marcó nueve goles en treinta y un partidos. En la campaña 2003-04 abandonó el equipo aragonés también en calidad de préstamo, esta vez al Real Sporting de Gijón, y alcanzó la cifra de quince tantos en cuarenta y un encuentros. En julio de 2004 fichó por el Córdoba C. F., equipo con el que descendió a Segunda División B en la temporada 2004-05. A continuación, recaló en las filas de la U. E. Lleida donde, a pesar de finalizar la competición con dieciocho goles en cuarenta partidos disputados, tampoco pudo evitar el descenso a la categoría de bronce. En junio de 2006 fichó por el Rapid Viena de la Bundesliga austriaca, donde permaneció una temporada y media, llegando a anotar dieciséis goles en un total de cincuenta y cuatro partidos de Liga. Además, en 2007, se proclamó campeón de la Copa Intertoto tras derrotar al Rubin Kazán en la final.
En el mercado de invierno de la temporada 2007-08 fue traspasado al Real Sporting de Gijón y contribuyó a conseguir el ascenso a Primera División con diez tantos en veintidós encuentros. En su retorno a la máxima categoría del fútbol español, disputó treinta y siete partidos en los que anotó doce goles, incluyendo un hat-trick en la jornada 2 frente al Sevilla F. C. en el estadio Ramón Sánchez-Pizjuán. Además, el 2 de noviembre de 2008 logró marcar el gol n.º 1000 del Sporting como local en Primera División. En la campaña 2009-10 alternó la titularidad con la suplencia, y anotó cinco goles en sus treinta y una participaciones. A partir de la siguiente temporada, sin embargo, perdió protagonismo en el equipo y no pudo marcar ningún tanto en sus dieciocho encuentros —partió sólo en tres de ellos en el once inicial—. A pesar de ello, el 6 de marzo de 2011, jugó su partido número cien en Primera División contra el Getafe C. F. En la campaña 2011-12 consiguió cuatro goles en veinte encuentros, aunque no fue titular más que en una ocasión. El 19 de febrero de 2012, también alcanzó el centenar de partidos con la camiseta sportinguista en la máxima categoría ante el Club Atlético de Madrid.
El 20 de junio de 2013, tras más de 5 años en Gijón en los que se había convertido en uno de los jugadores más queridos, se anunció su fichaje por el R. N. K. Split, donde decidió abandonar la práctica del fútbol dos años después.

## Selección nacional
Recibió su primera convocatoria con la selección croata en 2000 para disputar un partido frente a Eslovaquia, aunque finalmente no llegó a debutar. El 14 de octubre de 2009 jugó su primer encuentro con el combinado balcánico ante Kazajistán, correspondiente a la fase de clasificación para la Copa Mundial de Fútbol de 2010. En su tercer partido internacional, frente a Liechtenstein, marcó sus dos primeros goles y dio dos asistencias en la victoria de su selección por 5-0. Gracias al primero de los tantos, entró en la historia del equipo nacional croata siendo el jugador que más rápido ha logrado marcar un gol.

## Clubes
| Club                   | País    | Año       |
| ---------------------- | ------- | --------- |
| H. N. K. Hajduk Split  | Croacia | 1998-1999 |
| N. K. Mosor            | Croacia | 1999      |
| H. N. K. Hajduk Split  | Croacia | 1999-2001 |
| Real Zaragoza          | España  | 2001-2002 |
| U. D. Almería          | España  | 2002-2003 |
| Real Sporting de Gijón | España  | 2003-2004 |
| Córdoba C. F.          | España  | 2004-2005 |
| U. E. Lleida           | España  | 2005-2006 |
| S. K. Rapid Viena      | Austria | 2006-2008 |
| Real Sporting de Gijón | España  | 2008-2013 |
| R. N. K. Split         | Croacia | 2013-2015 |

## Palmarés

### Campeonatos nacionales
| Título          | Club                  | País    | Año  |
| --------------- | --------------------- | ------- | ---- |
| Copa de Croacia | H. N. K. Hajduk Split | Croacia | 2000 |
| Liga croata     | H. N. K. Hajduk Split | Croacia | 2001 |

### Copas internacionales
| Título         | Club              | País                          | Año  |
| -------------- | ----------------- | ----------------------------- | ---- |
| Copa Intertoto | S. K. Rapid Viena | Viena (Austria) Kazán (Rusia) | 2007 |